# عماد الحجازين
عماد نعيم سليم الحجازين سياسي أردني. عُين وزيرًا لوزارة السياحة والآثار الأردنية ضمن التعديل الوزاري على حكومة جعفر حسان في 6 أغسطس 2025.

## حياته
في 6 أغسطس 2025، أدى اليمين القانونية وزيرًا للسياحة والآثار أمام ملك الأردن عبد الله الثاني في قصر الحسينية.